# عبدالرضا انصاری
عبدالرضا انصاری (زاده ۱۳۰۴ – درگذشته ۲۱ آذر ۱۳۹۹ در پاریس) سیاستمدار و اقتصاددان ایرانی و استاندار خوزستان، وزیر کار، وزیر کشور و مدیرعامل سازمان شاهنشاهی خدمات اجتماعی در دوره پادشاهی محمدرضا پهلوی بود.

## ابتدای زندگی
عبدالرضا انصاری در یک خانواده اشرافی در ۱۳۰۴ (خورشیدی) زاده شد. پدر او، سرهنگ محمدحسین خان انصاری، در ۲۶ سالگی و پیش از زاده شدن عبدالرضا، در جنگ با یاغیان در بجنورد کشته شد. او پس از پایان تحصیلات متوسطه در دبیرستان فیروزبهرام و فارغ‌التحصیلی از دانشکده کشاورزی کرج (پردیس کشاورزی و منابع طبیعی دانشگاه تهران) و حقوق از دانشگاه تهران به ایالات متحده آمریکا رفت و در رشته کشاورزی از دانشگاه یوتا درجه مهندسی گرفت و سپس تحصیلات خود را در دانشگاه کالیفرنیا، لس آنجلس به پایان رساند.

## کار در اصل چهار
او در سال ۱۳۲۹ همزمان با دولت محمد مصدق و در حالی که مشغول نوشتن تز دکترای خود در دانشگاه کالیفرنیا (لس آنجلس) دربارهٔ «ملی شدن صنعت نفت در ایران» بود، در سفر به تهران با ویلیام وارن، دومین نماینده سازمان اصل ۴ در ایران (سازمانی که در دوران ریاست جمهوری ترومن برای کمک به کشورهای فقیر، بعد از جنگ جهانی دوم تأسیس شد) آشنا شد و به عنوان دستیار رئیس مرکز، به استخدام درآمد.. انصاری هفت سال در این سازمان، کار کرد و در این مدت با با امکانات و منابع طبیعی ایران آشنا شد و در جریان برنامه‌های آمریکایی‌ها برای توسعه بخش‌های آب، کشاورزی، صنعت، و معدن قرار گرفت. در همین دوران وی با چند تن از ایرانیان تحصیلکرده که در اصل چهار کار می‌کردند و بعضاً فرزندان مسئولان کشور بودند مثل اردشیر زاهدی، جمشید آموزگار، هوشنگ رام، و هوشنگ عامری آشنا شد. او در اواخر دهه ۱۳۳۰ (خورشیدی) عضو حزب ملیون شد.

## وزارت دارایی
در ۱۳۳۵ خزانه‌دار کل کشور شد و پس از مدتی کوتاه معاونت وزارت دارائی نیز ضمیمه کار او شد.

## وزارت کار
در ۱۳۳۸ در کابینه منوچهر اقبال به وزارت کار رسید و تا پایان حکومت اقبال در آن سمت باقی ماند.

## رئیس سازمان آب و برق خوزستان
در ۱۳۴۰ به ریاست سازمان آب و برق خوزستان منصوب شد و در دولت حسنعلی منصور به استانداری خوزستان رسید.

## وزارت کشور
در ۱۳۴۵ در ترمیم کابینه امیرعباس هویدا به جای جواد صدر که به وزارت دادگستری معرفی شد وزیر کشور شد و انتخابات دورهٔ بیست و دوم قانونگذاری در زمان او انجام گرفت.
عبدالرضا انصاری در طول دوران کاری خود، با رقیبان زیادی دست‌وپنجه نرم کرد و موضوع شایعات زیادی بود. اما دو گزارش منتشر شده از سوی ساواک در ۱۳۴۸ باعث خروج او از کابینه و ۹ ماه، خانه‌نشینی او شدند.

## مدیر سازمان خدمات شاهنشاهی
پس از چندی به دعوت امیرعباس هویدا قائم‌مقام اشرف پهلوی و مدیرعامل سازمان شاهنشاهی خدمات اجتماعی شد. در همین سال‌ها بود که او قائم مقام رئیس برگزاری جشن‌های ۲۵۰۰ ساله شاهنشاهی ایران (به ریاست اسدالله علم) نیز شد. در این زمان با ماریانوش امیرسلیمانی ازدواج نمود. مدتها برای ورود دوباره به صحنهٔ سیاسی و به‌دست آوردن مقام نخست‌وزیری تلاش کرد.
یرواند آبراهامیان می‌گوید که در این زمان او که از به دست آوردن پست نخست‌وزیری دلسرد شده بود بیشتر تلاش کرد که پول جمع کند.

## درگذشت
او در تاریخ ۲۱ آذر ۱۳۹۹ به علت کهولت سن در پاریس درگذشت. از او سه فرزند بنامهای نازنین، کتایون و محمدرضا برجا ماند.